# Нельсон (тауншип, Миннесота)
Нельсон (англ. Nelson) — тауншип в округе Уотонуан, Миннесота, США. На 2000 год его население составило 309 человек.

## География
По данным Бюро переписи населения США площадь тауншипа составляет 92,4 км², из которых 92,3 км² занимает суша, a вода составляет 0,03 %.

## Демография
По данным переписи населения 2000 года здесь находились 309 человек, 112 домохозяйств и 90 семей.  Плотность населения —  3,3 чел./км².  На территории тауншипа расположено 123 постройки со средней плотностью 1,3 построек на один квадратный километр. Расовый состав населения: 95,15 % белых, 1,62 % коренных американцев, 0,65 % — других рас США и 2,59 % приходится на две или более других рас. Испанцы или латиноамериканцы любой расы составляли 3,24 % от популяции тауншипа.
Из 112 домохозяйств в 36,6 % воспитывались дети до 18 лет, в 69,6 % проживали супружеские пары, в 6,3 % проживали незамужние женщины и в 19,6 % домохозяйств проживали несемейные люди. 17,0 % домохозяйств состояли из одного человека, при том 8,0 % из — одиноких пожилых людей старше 65 лет. Средний размер домохозяйства — 2,76, а семьи — 3,04 человека.
31,1 % населения — младше 18 лет, 5,5 % — в возрасте от 18 до 24 лет, 27,5 % — от 25 до 44, 21,7 % — от 45 до 64, и 14,2 % — старше 65 лет. Средний возраст — 38 лет. На каждые 100 женщин приходилось 116,1 мужчин.  На каждые 100 женщин старше 18 приходилось 113,0 мужчин.
Средний годовой доход домохозяйства составлял 47 000 долларов, а средний годовой доход семьи —  50 750 долларов. Средний доход мужчин —  37 917  долларов, в то время как у женщин — 22 143. Доход на душу населения составил 19 699 долларов. За чертой бедности находились 2,4 % семей и 2,5 % всего населения тауншипа, из которых 3,8 % старше 65 лет.